# Tuberaceae
Famille
Les Tuberaceae sont une famille de champignons mycorrhiziens. Elle a été décrite par Du Mortier en 1822. Elle inclut le genre Tuber, qui comprend la « vraie » truffe.
Une étude moléculaire de la séquence de l'ARN ribosomique par la mycologue Kerry O'Donnell en 1997 a mis en évidence un petit clade, depuis renommé Helvellaceae, particulièrement proche des Tuberaceae.

## Liste des genres
Selon NCBI :
- Choiromyces
- Dingleya
- Eremiomyces
- Labyrinthomyces
- Reddellomyces
- Tuber - Truffe

Selon Catalogue of Life :
- Choiromyces
- Dingleya
- Loculotuber
- Reddellomyces
- Tuber - Truffe